# Niena
Niena é uma comuna rural do sul do Mali da circunscrição de Sicasso e região de Sicasso. Segundo censo de 1998, havia 29 004 residentes, enquanto segundo o de 2009, havia 32 265. A comuna inclui 43 vilas.